# جاكوب إنجبريجتسين
جاكوب إنغيبريغتسن (من مواليد 19 سبتمبر 2000) هو عداء نرويجي للمسافات المتوسطة والطويلة، وصاحب الرقم القياسي العالمي الحالي لسباق 1500 متر داخلي و2000 متر، ويحمل أفضل وقت في العالم على مسافة ميلين. إنجبريجتسين هو بطل العالم مرتين، حيث فاز بميداليات ذهبية في سباق 5000 متر عامي 2022 و2023 وبطل أوروبا أربع مرات، حيث فاز بميداليات ذهبية في سباق 1500 متر و5000 متر عامي 2018 و2022. كما حصل على ميدالية ذهبية في سباق 1500 متر في أولمبياد طوكيو 2020 مسجلاً رقماً قياسياً أولمبياً وأوروبياً. بالإضافة إلى سباق 1500 متر، يحمل إنجبريجتسين الأرقام القياسية الأوروبية في سباق الميل و5000 متر، وهو واحد من ثلاثة رجال فقط (مع دانيال كومين ومحمد كتير) تمكنوا من قطع مسافة 1500م بأقل من 3:30 دقيقة، ومسافة 3000م بأقل من 7:30 دقيقة، ومسافة 5000م بأقل من 12:50 دقيقة.

## روابط خارجية
- جاكوب إنجبريجتسين على موقع الاتحاد الدولي لألعاب القوى (الإنجليزية)
- جاكوب إنجبريجتسين على موقع الاتحاد الأوروبي لألعاب القوى (الإنجليزية)
- جاكوب إنجبريجتسين على موقع الدوري الماسي (الإنجليزية)
- جاكوب إنجبريجتسين على موقع اللجنة الأولمبية الدولية (الإنجليزية)
- جاكوب إنجبريجتسين على موقع أوليمبيديا (الإنجليزية)